# Швајсвајлер
Швајсвајлер (њем. Schweisweiler) општина је у њемачкој савезној држави Рајна-Палатинат. Једно је од 81 општинског средишта округа Донерсберг. Према процјени из 2010. у општини је живјело 364 становника. Посједује регионалну шифру (AGS) 7333069.

## Географски и демографски подаци
Швајсвајлер се налази у савезној држави Рајна-Палатинат у округу Донерсберг. Општина се налази на надморској висини од 223 метра. Површина општине износи 4,8 km². У самом мјесту је, према процјени из 2010. године, живјело 364 становника. Просјечна густина становништва износи 75 становника/km².